# Кутлин, Заки Юсупович
Заки Юсупович Кутлин (17 ноября 1900, с. Сухие Курнали, Казанская губерния, Российская империя — 27 мая 1942, Харьковская область, УССР, СССР) — советский военачальник, генерал-майор (27.03.1942).

## Биография
Родился 17 ноября 1900 года в селе Сухие Курнали (ныне Алексеевский район, Татарстан) в крестьянской семье вскоре переехавшей в город Казань. До призыва в армию Кутлин с июня 1914 года работал поденным ремонтным рабочим на станции Казань Московско-Казанской ж. д., одновременно учился в городской русско-татарской школе, которую окончил в 1916 году.

#### Первая мировая война
В августе 1916 года добровольцем поступил на военную службу и направлен на Западный фронт, где воевал рядовым в составе 2-го пехотного Софийского императора Александра III полка. В боях был ранен, после госпиталя направлен в инженерный батальон Западного фронта и вместе с инженерно-строительными дружинами строил укрепления в Минской губернии. В конце ноября 1917 года демобилизовался и убыл на родину.

#### Гражданская война
В январе 1918 года вступил в Красную гвардию и служил красногвардейцем в отряде ЧК в городе Казань. В период наступления белочехов и отхода от Казани в августе отряд влился в Московский пехотный полк, а Кутлин назначен в нем командиром отделения. Член ВКП(б) с 1918 года. В ноябре был контужен и до февраля 1919 года находился в госпитале и в отпуску, в этот же период вновь работал ремонтным рабочим на станции Казань и стрелочником на станциях Юдино и Казань. В августе 1919 года направлен в штаб железнодорожных войск Северного фронта в Петроград и затем воевал на севере против англичан. В ноябре командирован на Мусульманские пехотные курсы в городе Казань. В апреле 1920 года окончил их и назначен в 10-й Туркестанский стрелковый полк, где служил командиром взвода, помощником командира и командиром роты. В его составе сражался с басмаческими бандами в Ферганской долине (октябрь 1920 — апрель 1921) и против белоказаков в Семиречье (май — июль 1921 года).

#### Межвоенные годы
С декабря 1922 года проходил службу командиром роты, начальником полковой школы и командиром батальона в 11-м Алма-Атинском стрелковом полку. В его составе с мая 1924 по август 1925 года сражался с бандами Ибрагим-бека и других в Восточной Бухаре, за что был награжден орденом Бухарской Звезды. В 1925 года окончил курсы «Выстрел». В августе — сентябре 1928 года проходил стажировку в 101-м артиллерийском полку ЛВО в города Луга, затем поступил слушателем в Военную академию РККА им. М. В. Фрунзе. В мае 1931 года окончил ее и назначен начальником штаба 2-го Ульяновского стрелкового полка, входившего в состав 34-й стрелковой и 1-й Казанской стрелковых дивизий ПриВО. В январе 1932 года переведен на должность помощника начальника штаба этой же 1-й Казанской стрелковой дивизии.
В июле 1933 года направлен на Дальний Восток начальником штаба Де-Кастринского УРа. С ноября 1934 года Кутлин служил в штабе ЗабВО помощником начальника 1-го отдела, а с октября 1935 года — начальником 9-го и 2-го отделов. В 1936 года он был награжден золотыми часами от наркома обороны СССР. С июня 1936 года служил в 57-й стрелковой дивизии командиром 170-го стрелкового полка, затем в июле 1937 года вступил в должность помощника командира дивизии. В том же месяце он был арестован органами НКВД и до июля 1939 года находился под следствием, затем освобожден в связи с прекращением дела. После восстановления в кадрах РККА с августа 1939 года был преподавателем, а с 3 апреля 1941 года — старшим преподавателем кафедры общей тактики в Военной академии им. М. В. Фрунзе.

#### Великая Отечественная война
С началом войны приказом НКО от 10.07.1941 полковник Кутлин был назначен командиром 270-й стрелковой дивизии, формировавшейся в ОдВО в городе Мелитополь. С 20 августа она была передана Южному фронту и находилась в его резерве. С 25 августа ее части в составе 12-й армии Южного фронта, а с 28 сентября — 6-й армии Юго-Западного фронта принимали участие в Донбасской оборонительной операции. В январе 1942 года она в составе 6-й армии успешно действовала в Барвенково-Лозовской наступательной операции, в ходе которой 27 января освободила город Лозовая. За что Кутлин был награжден орденом Ленина и ему присвоено воинское звание «генерал-майор». С марта 1942 года 270-я стрелковая дивизия под его командованием обороняла город и станцию Лозовая, успешно отбивая все атаки противника. В мае 1942 года в ходе Харьковского сражения дивизия в составе 6-й армии попала в окружение. При выходе из вражеского кольца генерал-майор Кутлин 27 мая 1942 года погиб.

## Награды
- орден Ленина (27.03.1942)[4]
- медаль «XX лет Рабоче-Крестьянской Красной Армии» (1938)[4]
- орден Бухарской Звезды (1925)[4]